# Mníchova Lehota
Mníchova Lehota és un poble i municipi d'Eslovàquia que es troba a la regió de Trenčín.

## Història
La primera menció escrita de la vila es remunta al 1269.

## Demografia
| Godina             | 1994 | 2004   | 2014    | 2024   |
| ------------------ | ---- | ------ | ------- | ------ |
| Nombre de persones | 1116 | 1115   | 1235    | 1217   |
| Diferència         |      | −0,08% | +10,76% | −1,45% |

| Godina             | 2023 | 2024   |
| ------------------ | ---- | ------ |
| Nombre de persones | 1225 | 1217   |
| Diferència         |      | −0,65% |